# جوس رابین استاتهام
 جوس رابین استاتهام (انگلیسی: Jose Rubin Statham؛ زاده ۲۵ آوریل ۱۹۸۷) یک تنیس‌باز حرفه‌ای اهل نیوزیلند است. جوس رابین استاتهام تاکنون موفق به کسب عناوین قهرمانی نشده است.